# Danny Lyon
Danny Lyon (* 16. März 1942 in Brooklyn, New York City, USA) ist ein US-amerikanischer Fotograf und Dokumentarfilmer.

## Leben
Lyon wuchs als Kind jüdischer Eltern im Viertel Kew Gardens des New Yorker Stadtteils Queens auf. Er studierte das Fach Geschichte an der University of Chicago und schloss dort 1963 mit einem Bachelor of Arts (B.A.) ab. Im gleichen Jahr arbeitete er bereits als Fotograf für das Student Nonviolent Coordinating Committee (SNCC). Seine Fotos erschienen in dem dokumentarischen Buch The Movement, das die Bürgerrechtsbewegung in den Südstaaten der USA schildert.
1968 erschien Lyons erste eigene Veröffentlichung The Bikeriders. Da er selbst Mitglied im Chicago Outlaw Motorcycle Club war, mit ihnen Fahrten unternahm und ihren Lebensstil übernahm, konnte er sehr genau versuchen, den Lebensstil der amerikanischen Biker festzuhalten und zu verherrlichen. 1969 schilderte er in seinem Fotoband The Destruction of Lower Manhattan die Auswirkungen von Bodenspekulation und Neubauten auf das Bild des alten Manhattan.
In den 1970er Jahren arbeitete Lyon als Fotograf für die US-amerikanische Environmental Protection Agency. Seine Fotografien aus den Jahren 1967 und 1968 in sechs Gefängnissen in Texas, die er in Zusammenarbeit mit der Gefängnisverwaltung des Bundesstaates gemacht hatte, publizierte er 1971 in dem Fotoband Conversations with the Dead.
Lyons fotografischer Stil wird zum New Journalism gerechnet, bei welchem der Fotograf sich als Teilnehmer an den dokumentierten Situationen und Fakten ansieht. Er ist der Regisseur einer Anzahl von Dokumentarfilmen.

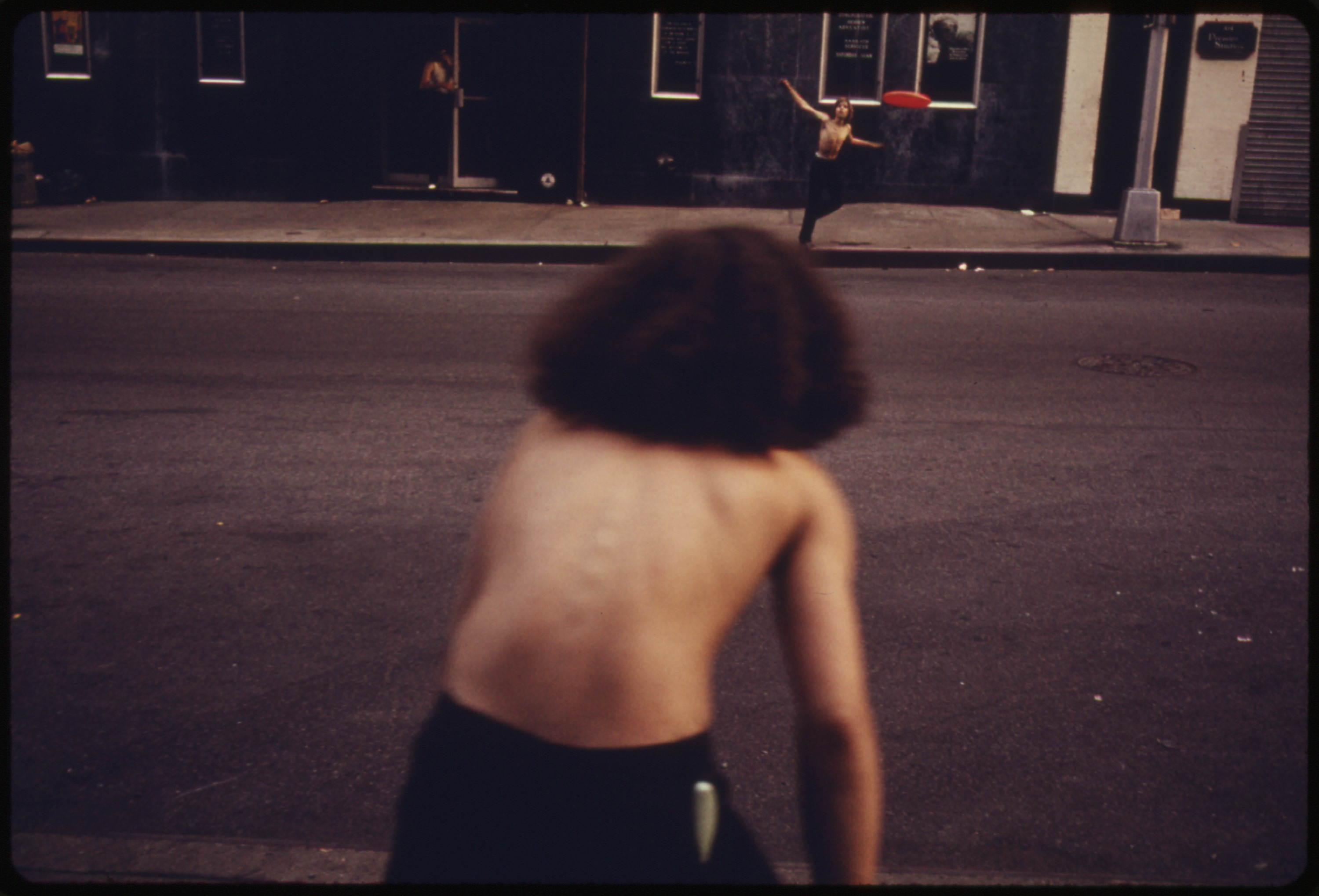
„Boys playing frisbee across West 46th Street in Manhattan New York City“, Juli 1974

## Preise und Auszeichnungen
- 1969: Guggenheim-Stipendium im Bereich Fotografie
- 1979: Guggenheim-Stipendium im Bereich Film

## Ausstellungen
- Whitney Museum of American Art, Manhattan, New York City, USA
- Art Institute of Chicago, Chicago, Illinois, USA
- Menil Collection, Houston, Texas, USA
- 1991: Danny Lyon: Photo, Film, Center for Creative Photography, University of Arizona, Arizona, USA, Katalog

## Veröffentlichungen
- Conversations with the Dead. Letters and Drawings of Billy McCune # 122054, Holt, Rinehart and Winston, New York City 1971.
- Memories of myself. Essays, Phaidon, London 2009, ISBN 978-0-7148-4851-8.
- The Bikeriders. Aperture, New York City, USA 2014, ISBN 978-1-597112642.